# 미텐도르프줄무늬플밭쥐
미텐도르프줄무늬플밭쥐(Lemniscomys mittendorfi)는 쥐과에 속하는 설치류의 일종이다. 카메룬에서만 발견된다. 자연 서식지는 아열대 또는 열대 기후 지역의 고지대 초원이다.